# Henry John Woodcock
Henry John Woodcock (Taunton, 23 marzo 1967) è un magistrato italiano, sostituto procuratore della Repubblica presso la DDA di Napoli, diventato famoso per una serie di inchieste,  di forte impatto mediatico, come il Savoiagate, Vallettopoli, l'inchiesta sulla P4.

## Biografia
Henry John Woodcock è nato a Taunton, nella contea di Somerset in Gran Bretagna. Il padre George insegna lingue all'Accademia navale di Livorno, mentre la madre, Gloria Pasquariello (sorella del pm Elio Pasquariello), è di origini napoletane. All'età di un anno i genitori si sono separati e la madre lo ha portato con sé a Napoli. Divenuto magistrato alla fine del 1996, è stato uditore a Napoli al fianco di due noti magistrati, Arcibaldo Miller e Paola Mastroberardino.
Dal settembre 1999 Woodcock è stato magistrato presso la procura di Potenza. Qui ha svolto funzioni presso l'ufficio del pubblico ministero per dieci anni ed è stato protagonista di inchieste di vasta risonanza. Nel 2007 ha ricevuto il Premio Nazionale Paolo Borsellino per la sua attività di magistrato. Dall'11 settembre 2009 Woodcock è in servizio alla procura di Napoli come sostituto, nella sezione "reati contro la pubblica amministrazione", incarico che potrebbe diventare definitivo dopo la conclusione del concorso interno.

## Le inchieste

### Le prime inchieste
Appena ricevuto l'incarico a Potenza, istruì un'inchiesta su Mario Campana, allora dirigente della Cancelleria del Tribunale Fallimentare della procura stessa, accusato di aver favorito i fratelli De Sio nell'aggiudicazione di un immobile ad un'asta giudiziaria. Campana patteggiò la pena e uscì dal più ampio processo riguardante i De Sio.
L'anno successivo, nel 2000 lavorò a un'inchiesta sulla Banca Mediterranea di Potenza, con l'accusa di falso in bilancio per aver emesso crediti inesigibili a favore della Icla, una società facente capo a Paolo Cirino Pomicino e già coinvolta in indagini su infiltrazioni di stampo camorristico. La legge delega n. 366 del 5 ottobre del 2001, approvata durante il governo Berlusconi II, depenalizzò alcune fattispecie di questo reato. Woodcock nel maggio 2005 depositò un ricorso presso la Corte Costituzionale contro questo provvedimento, senza riceverne risposta al 2011.
Nel 2000 si occupò anche di un'inchiesta sulla dirigenza del Liceo Enrico Fermi di Potenza, che portò alla luce un'associazione a delinquere formata da insegnanti e dirigenti d'istituto che aveva prodotto una "classe fantasma", inesistente e costruita falsificando registri e compiti in classe, al fine di aumentare i finanziamenti all'istituto ed evitarne la chiusura. Il processo si concluse con quattro patteggiamenti e dodici rinvii a giudizio. Nello stesso anno sostenne anche l'accusa in un processo contro due ragazzi accusati dell'omicidio di un'insegnante, conclusosi con la condanna degli imputati.
Nell'ottobre dello stesso anno una sua inchiesta portò all'arresto del presidente della Commissione Tributaria Provinciale, Emanuele Casamassima. L'uomo, un ex magistrato della Corte di cassazione, venne accusato di falso in scrittura privata.
Il 4 giugno del 2001, un'altra inchiesta di Woodcock portò all'arresto del senatore DS e sindaco di Castellaneta (TA), Rocco Vito Loreto, accusato di calunnia e violenza privata nei confronti di Matteo Di Giorgio, magistrato della Procura di Taranto. L'intervento del Senato interruppe il processo, ma Woodcock ricorse alla Corte Costituzionale, sostenendo che le minacce e le calunnie non rientrino nella normale attività del senatore. Conseguentemente al ricorso, la Corte annullò l'atto del Senato, ritenendo che la condotta del senatore Loreto non rientrasse nelle sue attribuzioni parlamentari e consentendone il rinvio a processo. In un procedimento separato, e in due sentenze successive, la magistratura si è espressa in favore del senatore Loreto. Di Giorgio è stato infatti condannato nel 2014 a 15 anni di reclusione, pena ridotta nel 2016 a 12 anni e 6 mesi per concussione e corruzione. Secondo la sentenza di secondo grado, il pm avrebbe usato le proprie prerogative di magistrato per influire nella vita politica del suo paese natale Castellaneta, minacciando esponenti della compagine riferentesi a Loreto e favorendo così candidati di segno opposto. Di Giorgio, oltre la pena detentiva, è stato condannato a risarcire a Loreto e ai figli, costituitisi parte civile, le spese giudiziarie e i danni.
Nel 2002 Woodcock ottenne visibilità precedendo di pochi giorni, con la sua inchiesta, un servizio televisivo della trasmissione TV "Le Iene" sull'acquisto di patenti di guida presso la Motorizzazione Civile di Potenza. L'inchiesta ha portato alla condanna dei funzionari coinvolti. Sempre nel 2002, ottiene due condanne per omicidio nei confronti degli assassini di un sessantasettenne.

### Le tangenti Inail
Ancora nel 2002 aprì l'inchiesta denominata delle "tangenti Inail", che ipotizzava che alcuni dirigenti dell'istituto fossero stati corrotti per favorire l'assegnazione di appalti a società compiacenti. L'inchiesta, nata per caso da una piccola indagine su un illecito amministrativo minore, si concluse con 20 arresti, di cui alcuni eccellenti come il direttore generale dell'INAIL Alberigo Ricciotti e portò ad ipotizzare una vasta rete di corruzione che avrebbe coinvolto anche il gruppo Eni-Agip. Da qui partì l'inchiesta detta delle "tangenti del petrolio", che portò ad altri 17 arresti, incluso quello di Carlo Fermiani, dirigente dell'Ente Nazionale Idrocarburi.
L'ipotesi di corruzione arrivò a coinvolgere a vario titolo, oltre ai fratelli De Sio, da cui era partita l'indagine, i deputati Angelo Sanza (Forza Italia) e Antonio Luongo (DS), nonché il generale dei Carabinieri Stefano Orlando, già direttore del reparto operativo del SISDE e responsabile della sicurezza dei Presidenti della Repubblica Francesco Cossiga ed Oscar Luigi Scalfaro. L'iscrizione di Orlando nel registro delle notizie di reato spinse Cossiga, che si produsse in attacchi ironici al magistrato e al suo team, e Scalfaro a intervenire nel dibattito con pubbliche attestazioni di stima per il generale.
L'inchiesta, il cui processo è ancora in corso al 2017, ha portato alla condanna a due anni e mezzo di reclusione dell'ufficiale della Guardia di Finanza Ferdinando De Pasquale, diciotto mesi a carico di due finanzieri e due anni per un ex dipendente dell’Eni. Gli imprenditori Antonio, Francesco e Michele De Sio e il capo del personale della loro azienda, Giuseppe Mastrosimone, hanno beneficiato della prescrizione dei reati attribuitigli.
Il generale Orlando, arrestato e successivamente detenuto agli arresti domiciliari per 17 giorni, fu completamente scagionato dalle accuse e reintegrato in servizio nella funzione precedentemente ricoperta. Successivamente ha ricoperto il ruolo di vicecomandante generale dell'Arma dei Carabinieri.
L'allora vice presidente della giunta regionale della Basilicata Vito De Filippo e i parlamentari Antonio Luongo ed Angelo Sanza sono stati del pari tutti assolti.
Per quanto riguarda il ramo "petroli", il 5 aprile 2016 sono stati condannati i manager di Total Italia, Lionel Lehva e Jean Paul Juguet, l’ex sindaco di Gorgoglione Ignazio Tornetta, e alcuni imprenditori, professionisti e tecnici locali pubblici e privati. Per 18 altri imputati è stata invece disposta l’assoluzione.

### Il Vip Gate
Dall'inchiesta INAIL/petrolio si distaccarono numerosi rami di indagine, che arrivarono a coinvolgere a diverso titolo alcuni personaggi molto noti.
Tra i coinvolti nell'inchiesta, nota come Vip Gate:
- Franco Marini e Nicola Latorre (segretario di Massimo D'Alema), indagati per favoreggiamento con l'accusa di aver avvertito Luciano Gaucci di essere oggetto di intercettazioni telefoniche (prosciolti dal Tribunale dei ministri);
- Ernesto Marzano, fratello del ministro Antonio Marzano, per la presunta vendita di nomine a cariche pubbliche;
- Maurizio Gasparri, accusato di aver avvertito un indagato delle intercettazioni telefoniche in corso (prosciolto dal Tribunale dei ministri);
- Francesco Storace (AN), accusato di aver esercitato delle pressioni sul presidente dell'Istituto Autonomo Case Popolari per l'assegnazione di un'abitazione a una compagna di partito.
- Umberto Vattani, diplomatico, per presunti favoreggiamenti nella concessione di appalti;
- Tony Renis, accusato di aver formulato delle raccomandazioni al ministro Giulio Tremonti riguardo a un imprenditore amico;
- Anna La Rosa, accusata di aver ospitato nella sua trasmissione TeleCamere, sulla RAI, alcuni personaggi dietro cessione di regali.

In tutto l'inchiesta ha coinvolto 78 persone, tra cui numerosi personaggi dello spettacolo, del giornalismo, due ministri, politici e funzionari di ministeri, Comuni ed Enti pubblici, accusati di associazione per delinquere per la turbativa di appalti, estorsione, corruzione, millantato credito e favoreggiamento, oltre ad altri reati secondari.
Le accuse si rivelarono completamente insussistenti al riscontro probatorio. Il GIP respinse la richiesta di emissione di ordinanza di custodia cautelare avanzata da Woodcock, dichiarando la propria incompetenza territoriale e la mancanza dei requisiti previsti dall'art 291 c.p.p. per le prosecuzione delle indagini da parte di giudice incompetente per territorio per quanto atteneva alle imputazioni di associazione per delinquere e corruzione, e affermando la totale assenza di elementi indiziari per alcuni dei reati contestati. Una volta dichiarata l'incompetenza territoriale del Tribunale di Potenza, gli atti furono trasmessi al competente Tribunale di Roma che, ritenendo le accuse inconsistenti, archiviò l'inchiesta per impossibilità di sostenere l'accusa in giudizio.

### L'inchiesta sulla criminalità in Basilicata
Il 22 novembre del 2004 Woodcock ha avviato l'operazione "Iene 2", sui presunti legami tra criminalità e politica nella gestione degli appalti in Basilicata.
L'inchiesta portò all'esecuzione di 51 arresti, tra cui il presidente della Camera Penale della Basilicata Piervito Bardi, un consigliere comunale di Forza Italia e i deputati Antonio Luongo (DS, già coinvolto nell'inchiesta INAIL), Antonio Potenza (Udeur) e Gianfranco Blasi (Forza Italia). Quest'ultimo, in particolare, fu accusato di legami con il clan mafioso dei Martorano, legato a 'Ndrangheta e Camorra. Secondo l'accusa, il deputato avrebbe favorito aziende legate al gruppo criminale in cambio di sostegno elettorale. Le posizioni di Potenza e Blasi furono archiviate in momenti diversi su richiesta dello stesso Woodcock.
Per gli altri individui coinvolti, le accuse non ressero la prova del Tribunale del Riesame, e le richieste di Woodcock furono respinte, nonostante il tribunale del riesame riconosca gravi indizi di reità in ordine ai delitti scopo dell'associazione mafiosa. Il massiccio annullamento dei rinvii a giudizio di questo processo ha spinto il ministro Roberto Castelli a istruire un'indagine sull'operato del PM Woodcock, inchiesta che non ha tuttavia riscontrato nessuna scorrettezza nell'operato del pool.

### Il Somaliagate
Il 6 maggio del 2006 nell'ambito dell'inchiesta "Somaliagate" Woodcock, coadiuvato nelle indagini dai Vigili Urbani del Comune di Potenza e dalla Polizia Stradale del Capoluogo Lucano, individua una rete di presunti truffatori che secondo l'ipotesi investigativa, pur in assenza di denuncia/querela, avrebbero estorto denaro a imprenditori millantando rapporti con servizi segreti e organizzazioni internazionali. L'inchiesta ha portato la Polizia Stradale e i Vigili Urbani del Comune di Potenza a 17 arresti, tra cui il faccendiere salernitano Massimo Pizza e il funzionario del SISDE Fausto Del Vecchio (in seguito allontanato dal servizio). In particolare, quest'ultimo già oggetto di altre indagini tra cui il processo ad alcuni marocchini coinvolti per un falso attentato all'ambasciata americana a Roma. Pizza si dichiarò agente dei servizi segreti, e in effetti poté dimostrare di aver partecipato a una missione ufficiale in Somalia per la ricerca di contatti di Al Qaeda. Pizza rese una dichiarazione, in un verbale di 326 pagine, in cui affermò di aver organizzato un giro di truffe in complicità con leader locali dell'area africana e mediorientale e con lo stesso Del Vecchio.
A verifica, Pizza risultò essere il consigliere di Hussein Farrah Aidid, un signore della guerra somalo: l'incarico è confermato dalla presenza di un atto ufficiale firmato dal ministro Gianfranco Fini e datato 24 novembre 2004. Grazie a questo incarico aveva concluso contratti con imprenditori italiani, per affari che poi non furono finalizzati, incassando alcuni milioni di euro in tangenti. Nell'ambito di un affare legato al traffico di armi, sarebbe entrato in contatto con Achille De Luca, consigliere di Vittorio Emanuele di Savoia. In seguito Pizza affermò di aver svolto dei lavori per Vittorio Emanuele, in particolare per la rimozione di materiale compromettente presente online tramite attacchi informatici.
Woodcock non considerò Pizza un testimone attendibile, ma condusse ugualmente i dovuti approfondimenti sulle dichiarazioni: dalle parole di Pizza arriva a indagare su Vittorio Emanuele, che fu sottoposto a intercettazioni telefoniche. Vittorio Emanuele è stato indagato nel 2005 come risulta dal registro delle notizie di reato della procura della repubblica di Potenza. In seguito a quella indagine lo stesso Pizza viene iscritto nel registro delle notizie di reato della stessa Procura.
Il 20 maggio 2006 l'inchiesta è stata spostata a Roma per competenza territoriale e in seguito, alcuni anni dopo, i 17 presunti truffatori sono stati tutti prosciolti, su richiesta del Pubblico Ministero, per intervenuta prescrizione, compreso Massimo Pizza. Il dibattimento processuale non ebbe un inizio consueto, atteso che la Polizia Giudiziaria (Vigili Urbani del Comune di Potenza e Polizia Stradale) non si presentò in Aula, evidentemente per esigenze di servizio. Dopo innumerevoli rinvii, il Pubblico Ministero chiese l’estinzione del procedimento per intervenuta prescrizione.

### Il Savoiagate
L'inchiesta, cominciata il 16 giugno 2006, arriva ai mass media allorquando Henry John Woodcock chiese e ottenne l'arresto di Vittorio Emanuele di Savoia con le accuse di associazione a delinquere finalizzata allo sfruttamento della prostituzione, alla corruzione, alla concussione, falsità ideologica, minacce e favoreggiamento, oltre a essere accusato di essere a capo di un'organizzazione attiva nel gioco d'azzardo illegale. L'indagine portò al coinvolgimento di 24 persone delle quali 13 vennero arrestate, tra queste ultime Salvatore Sottile (portavoce dell'allora presidente di Alleanza Nazionale Gianfranco Fini) e il sindaco dell'exclave italiana in Svizzera di Campione d'Italia Roberto Salmoiraghi (che oltre a essere allora sindaco era anche il medico di base di Campione e che fu tradotto da Como al carcere di Potenza ove rimase in cella per quindici giorni prima di venire posto agli arresti domiciliari). A causa dell'arresto del sindaco, il comune lariano venne commissariato dal prefetto di Como. Tra gli indagati vi erano anche Simeone di Sassonia-Coburgo-Gotha (ex premier della Bulgaria, cugino e coetaneo di Vittorio Emanuele) il quale venne accusato di istigazione alla corruzione di membri di stati esteri. 
Insieme a Vittorio Emanuele, venne arrestato anche Massimo Pizza, accusato di pirateria informatica, per aver cancellato un sito web, non gradito all'esponente di casa Savoia. A Pizza il GIP di Potenza Dott. Iannuzzi, revocò il mandato di cattura subito dopo l'interrogatorio di garanzia, Pizza è stato assolto dal reato ascritto.
In concomitanza con le indagini, il presidente della Repubblica Giorgio Napolitano chiese notizie al CSM sul fascicolo personale di Woodcock. Il 13 marzo 2007 i Pm della Procura di Como, a cui era stata affidata l'inchiesta per competenza territoriale, dopo aver ascoltato le intercettazioni integrali, hanno chiesto al gip l'archiviazione della posizione di Vittorio Emanuele di Savoia e di tutti gli altri indagati dai reati di "corruzione per i contratti di procacciamento clienti del casinò e di sfruttamento della prostituzione per il reclutamento di prostitute per i frequentatori della casa da gioco di Campione". Il 27 marzo il gip Pietro Martinelli ha accolto l'istanza di archiviazione, poiché per quanto relativo alle posizioni degli indagati "i fatti non hanno rilevanza penale".
Il 22 settembre 2009 il gup di Potenza Luigi Barrella ha rinviato a giudizio, per associazione a delinquere finalizzata alla corruzione di pubblici funzionari, Vittorio Emanuele di Savoia che era stato arrestato il 16 giugno 2006 su richiesta di Henry John Woodcock. Il dispositivo è stato letto in un'aula del Tribunale di Potenza, dove erano presenti i pm Laura Triassi e Salvatore Colella poiché Woodcock si era nel frattempo trasferito a Napoli.
Il 22 settembre 2010 il gup del tribunale di Roma, Marina Finiti, al termine del giudizio con rito abbreviato, ha scagionato da ogni accusa Vittorio Emanuele di Savoia e altre cinque persone coinvolte nel filone di indagine "Savoiagate" con la formula "assolti perché il fatto non sussiste". Lo Stato ha risarcito con un assegno di 11.000 euro l'allora sindaco di Campione Roberto Salmoiraghi per l'ingiusta incarcerazione in quanto, secondo le motivazioni del risarcimento, «non si può mettere in dubbio che le conseguenze dell'ingiusta detenzione siano state eccezionalmente dirompenti».

### Vallettopoli
All'inizio del dicembre 2006, viene alla luce una sua nuova inchiesta che occupa le prime pagine dei giornali: "Vallettopoli". Riguarda ricatti che avrebbero, a vario titolo, interessato manager, giornalisti, vallette e personale in genere del mondo dello spettacolo. L'inchiesta s'incentra dapprima sui rapporti tra la soubrette Elisabetta Gregoraci e Salvatore Sottile, portavoce di Gianfranco Fini, per poi arrivare a coinvolgere anche il manager Lele Mora, il fotografo Fabrizio Corona e numerosi personaggi della televisione e della moda. La Gregoraci denuncerà qualche mese dopo di avere subito pressioni da Woodcock. Le accuse di concussione sessuale nei confronti di Salvatore Sottile furono archiviate nel febbraio 2007.
Da una costola dell'inchiesta, utilizzando intercettazioni a Corona, il pubblico ministero Henry John Woodcock arriva poi alla Visetur, un'agenzia di viaggi di alto livello che oltre all'organizzazione di tour, si occupa di noleggio di elicotteri e aerei privati, affitto imbarcazioni, servizio scorte per personaggi famosi. Vengono messe sotto controllo alcune utenze telefoniche e nelle conversazioni intercettate si parla anche del ministro dell'ambiente dell'epoca, Alfonso Pecoraro Scanio. Uno dei titolari della Visetur è Mattia Fella, il cui fratello sarebbe inserito nella lista dei consulenti dell'Ambiente. L'agenzia avrebbe ottenuto l'appalto per occuparsi di alcune trasferte ministeriali, e avrebbe poi organizzato viaggi gratuiti per lo stesso Pecoraro Scanio. Come molte altre inchieste, anche questa è trasmessa per competenza territoriale ad altra sede giudiziaria: nella fattispecie al tribunale dei ministri di Roma, che il 26 febbraio 2009 solleva questione di legittimità costituzionale dell'articolo 6 della "legge Boato" nella parte residuata dopo la sentenza n. 390 del 2007 della Corte costituzionale.
La prima udienza del processo "Vallettopoli" fu fissata per il 21 dicembre 2009. Nel giugno dello stesso anno, Salvatore Sottile fu condannato a otto mesi di reclusione con sospensione della pena e interdizione di un anno dai pubblici uffici. Nel gennaio 2010 Fabrizio Corona fu prosciolto dalle accuse perché "il fatto non sussiste".

### L'inchiesta sulla P4
Nel 2011 compie un'inchiesta sulla P4, un presunto "sistema informativo parallelo", basandosi su alcune intercettazioni a carico del mediatore Luigi Bisignani. Sulla base di tali intercettazioni viene arrestato il deputato Alfonso Papa, con l'accusa di aver fornito a Bisignani informazioni riservate con la collaborazione del maresciallo dei Carabinieri Enrico La Monica. Il Tribunale del Riesame di Napoli, tuttavia, sancì l'insussistenza del rapporto tra Bisignani e La Monica, nonché dell'associazione a delinquere.
Nell'inchiesta fu coinvolto l'alto ufficiale della Guardia di Finanza Vito Bardi, con l'accusa di favoreggiamento e rivelazione di segreto, ma la sua posizione fu archiviata l'anno successivo. L'inchiesta generò grande scalpore e per diversi mesi durante il 2011 i mezzi di comunicazione le dedicarono ampio risalto, in particolare per le numerose intercettazioni telefoniche trapelate dagli atti giudiziari.
Successivamente, tuttavia, le ipotesi accusatorie vennero radicalmente ridimensionate dai magistrati della Cassazione e del riesame di Napoli, i quali sancirono l'insussistenza degli indizi in relazione al reato di associazione per delinquere.

### Inchiesta sui fondi della Lega
Con Francesco Curcio e Vincenzo Piscitelli è tra i magistrati chiamati a fare chiarezza, nell'aprile 2012, sul caso dei fondi che sarebbero stati deviati dal tesoriere della Lega Nord Francesco Belsito (indagato per truffa ai danni dello Stato, appropriazione indebita e riciclaggio di denaro) a favore di Umberto Bossi e della sua famiglia e che hanno comportato le dimissioni di quest'ultimo da segretario del partito. L'inchiesta è andata a sentenza nel luglio 2017, ed ha visto la condanna a due anni e tre mesi di Umberto Bossi e ad un anno e mezzo del figlio Renzo.

### Caso Berlusconi
Nel febbraio 2013, con i magistrati Curcio, Piscitelli, Alessandro Milita e Fabrizio Vanorio fa mettere sotto indagine Silvio Berlusconi per corruzione e finanziamento illecito ai partiti. Secondo le accuse, Berlusconi avrebbe pagato a Sergio De Gregorio, leader del movimento "Italiani nel mondo", tre milioni di euro per passare alla propria formazione politica. In conseguenza del passaggio di De Gregorio, il governo retto da Romano Prodi fu fatto cadere. Per questo motivo nel febbraio 2013 viene indagato Silvio Berlusconi per concussione. L'11 marzo 2013, parlando con i giornalisti del suo coinvolgimento nell'inchiesta sulla presunta compravendita dei senatori, De Gregorio ammette pubblicamente di aver preso due milioni di euro in nero e di aver commesso pertanto un reato. Il 9 maggio 2013 la Procura di Napoli chiede il rinvio a giudizio di Silvio Berlusconi per la vicenda della presunta compravendita dei senatori. Analoga richiesta è stata formulata per l'ex senatore Sergio De Gregorio e l'ex direttore de L'Avanti! Valter Lavitola. Berlusconi e Lavitola sono stati condannati in primo grado l'8 luglio 2015 a 3 anni di reclusione.

### Inchiesta sulla Guardia di Finanza
Il giudice Woodcock ha avviato nel 2014, in collaborazione con i pubblici ministeri Vincenzo Piscitelli e Celeste Carrano, un'inchiesta su presunti rapporti illeciti intercorrenti tra altissimi ufficiali della Guardia di Finanza e alcuni imprenditori. Secondo l'ipotesi investigativa, ci sarebbe stato un accordo tra questi ultimi per evitare verifiche fiscali approfondite, in cambio di tangenti in denaro e altre utilità.
Nell'ambito dei primi passi dell'inchiesta, denominata "Last Door", l'11 giugno 2014 furono arrestati il colonnello Fabio Massimo Mendella, comandante provinciale della Guardia di Finanza di Livorno; e il commercialista Pietro Luigi De Riu, con l’accusa di concorso in concussione per induzione e rivelazione di segreto d’ufficio. Secondo le accuse, il colonnello Mendella, per alcuni anni responsabile del settore verifiche del comando provinciale della Finanza di Napoli, e quindi addetto ai comandi di Roma e Livorno, avrebbe ricevuto circa un milione di euro e altre utilità non monetarie, attraverso la mediazione di De Riu, da Francesco e Giovanni Pizzicato, imprenditori interessati ad evitare verifiche fiscali. Nell'inchiesta, secondo l'impianto accusatorio, furono coinvolti i generali Emilio Spaziante, già vicecomandante della Guardia di Finanza e in pensione all'epoca dell'inchiesta; e Vito Bardi, all'epoca dei fatti vicecomandante della Guardia di Finanza in carica e già indagato con esito negativo da Woodcock nell'ambito dell'inchiesta P4 del 2011. Secondo le dichiarazioni di Pizzicato, quest'ultimo avrebbe pagato a Mendella per il tramite di De Riu la somma di quasi un milione di euro in diverse rate. Tali pagamenti sarebbero stati effettuati mentre Mendella era in servizio a Napoli, e mantenuti quando fu trasferito a Roma. Secondo Pizzicato, il trasferimento della sede legale della sua società da Napoli a Roma avrebbe avuto proprio lo scopo di mantenere il rapporto con l'ufficiale.
Collateralmente all'inchiesta sulle presunte tangenti, Mendella fu anche accusato di aver rivelato a Nazario Matachione, imprenditore farmaceutico, l'esistenza di una verifica in arrivo sulle sue società. Secondo le accuse, in cambio di tale rivelazione, Matachione avrebbe assunto la moglie di Mendella presso una delle sue farmacie. Sottoposto a giudizio presso il Tribunale del Riesame, Mendella fu ritenuto immune da ogni addebito per insussistenza dei fatti addebitatigli, inducendo i giudici ad «annullare l’ordinanza impugnata dai legali degli indagati disponendo l’immediata scarcerazione delle tre persone coinvolte nell’indagine della Procura». Conseguentemente, Mendella fu liberato dopo 7 mesi di detenzione presso il carcere militare, e inviato ai domiciliari ad attendere il processo per gli altri capi d'accusa.
Durante il processo, Pizzicato ha ammesso di non aver mai avuto alcun rapporto economico diretto con l'ufficiale, e di aver versato sempre le tangenti a De Riu. Quest'ultimo ha ammesso i versamenti, anche se in misura molto minore rispetto a quanto ipotizzato, negando però di aver mai versato alcunché a Mendella. L'alto ufficiale della Guardia di Finanza, per contro, ha dimostrato di aver svolto una notevole attività investigativa a carico di Pizzicato, redigendo 14 informative di reato sulle società del gruppo e di aver proposto sequestri a suo danno per oltre 40 milioni di euro. Secondo tali prove, quindi, l'ufficiale avrebbe in realtà smascherato "una frode colossale" a carico dei suoi accusatori.
Secondo le prove a discolpa infatti, Mendella ha iniziato ad indagare sui Pizzicato il 26 maggio 2011, allorché mandò alle Procure di Napoli e Roma un'informativa su «occultamento o distruzione di scritture contabili» da parte di un collaboratore dei Pizzicato. Tale informativa fu trasmessa dal sostituto procuratore di Roma Barbara Sargenti a quello di Napoli Vincenzo Piscitelli, in quanto quest'ultimo era responsabile delle indagini intraprese dall'ufficiale. Alla stessa Procura di Napoli Mendella inviò il 7 ottobre 2011 una seconda informativa che delineava i reati di frode tributaria internazionale a carico dei Pizzicato, mettendo in luce i conti bancari esteri da cui successivamente i Pizzicato avrebbero affermato provenire i soldi delle supposte tangenti a suo favore. Il 9 novembre 2011 reiterò con approfondimenti l'ipotesi di frode fiscale internazionale, aggiungendovi l'ipotesi di riciclaggio, sollecitando il pm «affinché delegasse al suo gruppo l’esecuzione di indagini bancarie nei confronti» dei Pizzicato in modo da poter «tracciare i flussi finanziari sottostanti alle fittizie operazioni commerciali poste in essere». In successive informative tra febbraio e aprile 2012 l'ufficiale ha informato la Procura competente di successivi risultati d'indagine e descritti «altri univoci elementi di prova». Nel febbraio 2013 altre due informative individuano «tutti i rapporti intrattenuti con istituti di credito dai fratelli Pizzicato e dai loro sodali, nonché dalle numerose persone giuridiche da loro gestite e le risultanze degli accertamenti bancari», e richiedono la messa in sorveglianza di «ben 70 utenze cellulari intestate ai Pizzicato e ai loro collaboratori, onde consentire l’avvio di intercettazioni telefoniche» e la ricostruzione del «patrimonio e numerose imprese gestite dai Pizzicato nella provincia di Napoli». Nel marzo 2013 l'indagine fu passata dalla Procura alla Polizia Valutaria di Roma, con ringraziamenti a Mendella per il lavoro svolto. Successive informative dell'ufficiale al pm riguardarono «la comunicazione di notizia di reato conclusiva" e ribadirono "la denuncia dei fratelli Pizzicato e di altre sei persone per associazione per delinquere e frodi tributarie» con la proposta al magistrato del «sequestro preventivo di beni nella disponibilità dei Pizzicato per valore equivalente all’imposta evasa (oltre 60 milioni di euro solo di iva)». Infine, il 13 giugno 2013, Mendella informò il pm della «conclusione dell’attività di verifica tributaria e della conseguente notifica dei processi verbali di constatazione ai Pizzicato e ai loro sodali».
Il 4 aprile 2017 la posizione del generale Vito Bardi è stata archiviata per "insussistenza di ogni ipotesi di illecito e della conseguente infondatezza di elementi idonei a mantenere le ipotesi investigative". L'inchiesta a suo carico, nel corso della quale non è stato mai ascoltato, né ha avuto possibilità di conoscere i nomi dei suoi accusatori o di avere un confronto, ha di fatto distrutto la carriera del generale Bardi. Quest'ultimo era fin dal 2011 in corsa per diventare comandante generale della Guardia di Finanza, possibilità preclusagli, insieme alle offerte provenienti dal settore privato, in conseguenza dell'inchiesta.
Il 30 settembre 2017 la Procura di Napoli ha chiesto l'archiviazione della posizione del colonnello Fabio Massimo Mendella riguardo alle accuse di presunta corruzione da parte dell'imprenditore Matachione.
Al termine di un processo durato otto anni, dopo aver passato sei mesi in carcere militare ed avendo rinunciato alla prescrizione nel frattempo intervenuta, Mendella è stato assolto in appello per non aver commesso il fatto. Completamente scagionato - secondo la Corte d'Appello le accuse all'ufficiale erano segnate da «illogicità di fondo», «ondivaga, profonda incoerenza» e «spregiudicatezza criminale» - Mendella è stato successivamente promosso generale della Guardia di Finanza al comando della regione Abruzzo.

### Inchiesta su appalti Consip
L'inchiesta, trasferita a Roma nel 2017 per competenza territoriale, ha per oggetto il presunto pagamento di tangenti, turbative di appalti Consip e favoreggiamento. Essa ha portato all'arresto dell'imprenditore Alfredo Romeo, successivamente scarcerato e risarcito per ingiusta detenzione e al coinvolgimento a diverso titolo di esponenti - a quel tempo - delle istituzioni, come il ministro Luca Lotti, il comandante generale dei Carabinieri Tullio Del Sette, il comandante regionale dei Carabinieri della Toscana Emanuele Saltalamacchia, nonché Tiziano Renzi, padre dell'allora Presidente del Consiglio Matteo Renzi.
Circa la corruzione di un dirigente Consip, in luglio 2017 questi patteggia una condanna a 20 mesi e viene licenziato.
Circa la turbativa d’asta, in settembre 2021 vengono assolti il dirigente della società e l’ex amministratore delegato indagati, vengono rinviate a giudizio 3 persone, tra cui Alfredo Romeo e Italo Bocchino, e condannate tre persone, tra cui Denis Verdini e Ignazio Abrignani.
Circa il favoreggiamento, l’inchiesta riguarda l’allora ministro dello sport Luca Lotti e l’allora comandante generale dei Carabinieri Tullio Del Sette poiché avrebbero rivelato l'esistenza dell'indagine all'amministratore delegato di Consip, Luigi Marroni e al presidente Luigi Ferrara.
In ottobre 2019 vengono rinviati a giudizio Lotti e Del Sette per favoreggiamento. Del Sette viene condannato in primo grado nel 2021 e assolto in appello nel 2023.
L'11 marzo 2024 la conclusione del processo di primo grado ha visto l'assoluzione con formula piena di Alfredo Romeo, Tiziano Renzi, Italo Bocchino, "perché il fatto non sussiste". Sono stati invece condannati i membri delle forze dell'ordine che hanno supportato Woodcock nell'inchiesta ed in particolare il colonnello dei carabinieri Alessandro Sessa, a 3 mesi di carcere, e l’ex maggiore del Nucleo operativo ecologico (NOE) dei carabinieri Gianpaolo Scafarto, a 1 anno e 6 mesi, con pena sospesa per entrambi ma con obbligo di risarcimento al ministero della Difesa. I due militari erano stati accusati di aver falsificato alcuni verbali per coinvolgere Tiziano Renzi e quindi far acquisire rilievo politico all’indagine, e di aver rivelato informazioni riservate sulle indagini ai loro superiori.

## Le critiche
L'attività da magistrato di Woodcock, per la notorietà dei personaggi oggetto delle sue indagini e per la frequente inconsistenza delle accuse al riscontro probatorio, gli ha attirato negli anni le critiche di parte della stampa e di numerosi esponenti politici di primo piano: tali critiche hanno avuto a volte anche risvolti giudiziari, con querele incrociate da parte dei soggetti coinvolti e del giudice, tanto che l'ex Presidente della Repubblica Francesco Cossiga ha affermato che per Woodcock "la legge non esiste". Secondo alcune fonti giornalistiche, nel decennio che va dal 1996 a Vallettopoli Woodcock avrebbe accusato senza fondamento un totale di 210 individui.
Il 18 marzo 2004 è stato avviato nei suoi confronti un procedimento disciplinare promosso dal Ministro della giustizia Roberto Castelli; la commissione disciplinare del CSM ha concluso il provvedimento in fase istruttoria con il proscioglimento ma Castelli lo ha impugnato davanti alla Cassazione, che tuttavia ha ribadito il giudizio della commissione e ha condannato il ministro al pagamento delle spese processuali.
La frase "È un pazzo" pronunciata dall'ex ministro delle Telecomunicazioni Maurizio Gasparri ha portato all'emissione di un rinvio a giudizio per diffamazione aggravata emesso a carico del politico. Il 2 giugno 2002 Vittorio Feltri ha pubblicato su Il Foglio un editoriale contro Woodcock nell'ambito del quale ironizzava sul cognome del magistrato ("cock" in inglese vuol dire "stupido" e identifica anche l'organo sessuale maschile): Feltri fu condannato per diffamazione il 13 febbraio 2005 con sentenza del Tribunale di Monza ma la Cassazione ha successivamente ribaltato la sentenza di merito, ritenendo che l'articolo avesse i connotati della villania ma che tale atto non avesse rilevanza penale.
Il 20 giugno 2017 Woodcock ha perso la causa per diffamazione intentata nei confronti della giornalista di Panorama Annalisa Chirico; l'oggetto del contendere erano le critiche verso il magistrato da parte di Edward Luttwak riportate nel 2012 sul periodico nonché l'analisi del caso P4 condotta dalla giornalista nel suo libro Condannati preventivi: secondo il collegio giudicante, la Chirico non aveva alcun intento diffamatorio ma ha anzi esercitato il diritto di cronaca. Woodcock è stato pertanto condannato al pagamento delle spese processuali.
Il 27 giugno 2017 la Procura della Repubblica di Roma ha indagato Woodcock per presunta rivelazione del segreto d'ufficio nell'ambito dell'inchiesta Consip: secondo l'ipotesi investigativa, all'atto del trasferimento del fascicolo da Napoli a Roma il magistrato avrebbe rivelato al giornale Il Fatto Quotidiano la presenza di altissimi esponenti dell'Arma dei Carabinieri tra gli indagati dell'inchiesta. Risulta essere indagata anche la sua compagna Federica Sciarelli, nota giornalista e conduttrice, con l'accusa di concorso in rivelazione di segreto d'ufficio in quanto avrebbe fatto da tramite tra Woodcock e Marco Lillo de Il Fatto Quotidiano. A settembre viene indagato anche per falso insieme al maggiore del NOE Scafarto - quest'ultimo è stato condannato nel 2024 - che sarebbe stato indotto dal PM a scrivere nella sua informativa - pur sapendo che non era vero - che i servizi segreti stavano spiando le mosse dei carabinieri impegnati negli accertamenti sull'imprenditore Alfredo Romeo. Nel contempo il CSM apre un fascicolo per valutare l'incompatibilità ambientale di Woodcock e la Procura generale della Cassazione avvia un'azione disciplinare (anche per la collega Celeste Carrano) per mancata iscrizione nel registro degli indagati dell'ex consigliere economico del governo Filippo Vannoni, ascoltato come testimone, peraltro senza avvocato, quando c'erano gli elementi per metterlo sotto inchiesta. 
Nel 2021 la sezione disciplinare del CSM assolve Woodcock per la rivelazione di notizie di indagine alla giornalista Sciarelli, poiché, sebbene ammessa la rivelazione da parte del PM, questi aveva ottenuto la (non mantenuta) promessa che quanto rivelato non sarebbe stato pubblicato.